# Rue du Bourgneuf
La rue du Bourgneuf est une voie de Nantes, en France.

## Situation et accès
Située dans le centre-ville de Nantes, la rue du Bourgneuf est une artère bitumée, ouverte à la circulation automobile, débouchant sur la rue le Nôtre à l'ouest, et se trouvant en impasse à l'est. Néanmoins, elle est prolongée à cette extrémité par une voie piétonne baptisée « ruelle du Petit-Bourgneuf » qui permet de rallier la « ruelle des Tanneurs » et la rue Didienne.

## Origine du nom
Le nom de « Bourgneuf » fait référence au faubourg qui se constitua, à partir de la fin du Moyen Âge, sur la rive droite de l'Erdre, approximativement entre les actuelles place de Bretagne et rues rue Léon-Jamin et Jeanne d'Arc.

## Historique
Le nom de « rue du Bourgneuf » a tout d'abord été attribué à une voie reliant l'espace approximativement occupé par l'actuelle rue Moquechien à la rue Le Nôtre. Elle conduisait au « Moulin Gillet », selon un procès-verbal de 1770. Cette voie s'est également appelée « rue Lepautre ». Elle était prolongée vers le sud-ouest par la « rue du Petit-Bourgneuf », qui forme un coude vers le nord-ouest.
Au no 11, côté sud-est de la rue du Bourgneuf, s'ouvre, en 1837, une usine à gaz destinée à l'éclairage des particuliers. L'extension de cette usine sur le côté nord-ouest de la voie, à la fin du XIXe siècle, entraîne la disparition de la rue du Bourgneuf. Le nom est alors donné à la partie est de la « rue du Petit-Bourgneuf ». Avant le percement de la rue Léopold-Cassegrain, cette voie intégrait alors la partie orientale de la rue Edmond-Prieur jusqu'à son croisement avec la rue Léon-Jamin (anciennement « rue Saint-Similien »). La rue de Bourgneuf relie alors la rue Le Notre à la rue du Petit-Bourgneuf.
Lors du remodelage du quartier à l'occasion de la reconstruction après la Seconde Guerre mondiale, la rue du Petit-Bourgneuf disparaît, sans rapport autre que le nom avec la « ruelle du Petit-Bourgneuf », qui est une voie ouverte à la même période.
En 1984, le centre communal d'action sociale (C.C.A.S) de la ville de Nantes vient s'installer dans un immeuble bordant le côté ouest de la voie construit à cet effet (le C.C.A.S siégeait jusqu'alors rue d'Enfer dans le bâtiment occupé de nos jours par les archives municipales).